# Ольшанка (Калінінградська область)
Ольшанка (рос. Ольшанка) — селище Зеленоградського району, Калінінградської області Росії. Входить до складу Ковровського сільського поселення.
Населення — 40 осіб (2015 рік).

## Населення
| 2002 | 2010 |
| ---- | ---- |
| 42   | ↘40  |